# Ruta Estatal de California 87
La Ruta Estatal de California 87, y abreviada SR 87 (en inglés: California State Route 87) es una carretera estatal estadounidense ubicada en el estado de California. La carretera inicia en el Sur desde la SR 85     en San José hacia el Norte en la US 101     en San José. La carretera tiene una longitud de 14,5 km (9 mi).

## Mantenimiento
Al igual que las autopistas interestatales, y las rutas federales y el resto de carreteras estatales, la Ruta Estatal de California 87 es administrada y mantenida por el Departamento de Transporte de California por sus siglas en inglés Caltrans.

## Cruces
La Ruta Estatal de California 87 es atravesada principalmente por la  I 280     en San José.